# Territori d'oltremare francesi
I territori d'oltremare francesi (in francese: Territoires d'outre-mer, sing. Territoire d'outre-mer - TOM) costituiscono un tipo di suddivisione territoriale della Francia e, segnatamente, della Francia d'oltremare, istituito nel 1946 per sostituire quello di colonia.
Dal 2003 tale status è attribuito esclusivamente alle Terre Australi e Antartiche Francesi, mentre le precedenti entità cui tale titolo era conferito sono divenute collettività d'oltremare o dipartimenti e regioni d'oltremare.
Lo status di territorio d'oltremare differiva da quello di dipartimento d'oltremare (DOM), ma i possedimenti d'oltremare, in ragione di alcune comuni peculiarità, erano definiti in modo promiscuo con il termine di DOM/TOM.

## Territori d'oltremare
- Polinesia francese – collettività d'oltremare
- Saint-Pierre e Miquelon – collettività d'oltremare
- Wallis e Futuna – collettività d'oltremare

La Nuova Caledonia, già territorio d'oltremare, è diventata una collettività sui generis nel 1999, a seguito dell'accordo di Nouméa.